# Acropteris
Acropteris es un género de polillas de la familia Uraniidae. Las especies de este género se encuentran en África, Asia y Australia.

## Descripción
Los palpos bucales son delgados, curvados hacia arriba y llegando al vertex de la cabeza. Las antenas de los machos son gruesas y aplanadas. Las alas anteriores tienen una costa arqueada, apex agudo; el margen externo es recto. Las alas posteriores con un lóbulo pronunciado en la base, las venas 3 y 4 forman un ángulo en la célula.

## Especies
- Acropteris basiguttaria Walker
- Acropteris canescens  Lucas
- Acropteris caseata  Guenée
- Acropteris ceramata  Walker, 1862
- Acropteris ciniferaria  Walker, 1866
- Acropteris convexaria  Walker
- Acropteris costinigrata  Warren, 1897
- Acropteris defectaria  Walker
- Acropteris deprivata  Pagenstecher
- Acropteris duplicata  Gaede, 1929
- Acropteris grammearia  Geyer, 1832
- Acropteris illiturata  Warren, 1897
- Acropteris inchoata  Walker, 1862
- Acropteris inquinata  Warren
- Acropteris insticta  Warren, 1897
- Acropteris iphiata  Guenée, 1857
- Acropteris leptaliata  Guenée, 1857
- Acropteris luteopicta  Poujade
- Acropteris moluccana  Prout
- Acropteris munda  Warren
- Acropteris nanula  Warren, 1898
- Acropteris nigrisquama  Warren, 1897
- Acropteris obliquaria  Moore
- Acropteris parvidentata  Warren
- Acropteris pontiata  Guenée
- Acropteris rectinervata  Guenée
- Acropteris reticulata  Warren, 1897
- Acropteris rhibetaria  Poujade
- Acropteris simpliciata  Röber
- Acropteris sparsaria  Walker
- Acropteris striataria  Clerck, 1764
- Acropteris tenella  Walker
- Acropteris teriadata  Guenée, 1857
- Acropteris vacuata  Warren
- Acropteris vagata  Guenée